# Mistrzostwa Finlandii w Skokach Narciarskich 2017
Mistrzostwa Finlandii w Skokach Narciarskich 2017 – zawody o mistrzostwo Finlandii w skokach narciarskich rozegrane 19 listopada 2016 roku w Rovaniemi oraz w dniach 1-2 kwietnia 2017 roku w Taivalkoskim.
Pierwszy konkurs rozgrywany o mistrzostwo Finlandii odbył się na samym początku sezonu na skoczni normalnej Ounasvaara w Rovaniemi. Zawody wygrał bezkonkurencyjnie Jarkko Määttä z przewagą ponad dwudziestu punktów nad drugim Lauri Asikainenem. Ex aequo na drugim miejscu z Asikainenem uplasował się występujący gościnnie Noriaki Kasai, lecz zważając na to, że są to mistrzostwa Finlandii to trzecie miejsce na podium zostaje przyznane będącemu na czwartej pozycji Janne Korhonenowi.
Na koniec sezonu, w pierwszych dniach kwietnia odbyły się zawody na skoczni średniej. 1 kwietnia do rywalizacji przystąpili juniorzy. Wśród kobiet najlepszą okazała się być Julia Tervahartiala, której skoki na 48,5 oraz na 50,5 metra pozwoliły bez problemu wyprzedzić znajdującą się na drugiej pozycji Annamaiję Oinas. Trzecie miejsce na podium zajęła Elli Seppänen. W konkursie kobiet na starcie pojawiło się sześć zawodniczek.
W kategorii męskiej wśród juniorów wygrał Henri Kavilo. Jego przewaga nad będącym na drugiej pozycji Kalle Heikkinenem wyniosła prawie siedemnaście punktów. Podium zawodów uzupełnił Atte Kettunen tracąc do drugiej pozycji zaledwie 2,5 punktu. Do rywalizacji przystąpiło 28 skoczków.
W drugi dzień kwietnia odbyły się właściwe zawody mające na celu wyłonić mistrza kraju w danej kategorii. Najlepszą wśród pań była Susanna Forsström, która o ponad trzydzieści punktów wyprzedziła drugą Julię Tervahartialę. Trzecia była Annamija Oinas. W rywalizacji kobiet nie wystąpiła żadna inna skoczkini.
Zmagania panów wygrał Eetu Nousiainen. Z niespełna sześcioma punktami straty, na drugim miejscu w konkursie sklasyfikowany został Ville Larinto. Na trzecim stopniu podium znalazł się Antti Aalto. W zawodach wystąpiło łącznie czterdziestu sześciu skoczków.

## Wyniki

### Konkurs indywidualny mężczyzn [19.11.2016]
| Miejsce | Zawodnik        | Klub                | Skok 1 | Skok 2 | Punkty |
| ------- | --------------- | ------------------- | ------ | ------ | ------ |
| 1.      | Jarkko Määttä   | Kainuun Hiihtoseura | 92,0 m | 93,5 m | 260,4  |
| 2.      | Lauri Asikainen | Kuusamon Erä-Veikot | 92,0 m | 84,5 m | 236,9  |
| –       | Noriaki Kasai   | Japonia             | 89,5 m | 88,5 m | 236,9  |
| 3.      | Janne Korhonen  | Lieksan Hiihtoseura | 86,0 m | 94,5 m | 236,7  |
| 4.      | Janne Ahonen    | Lahden Hiihtoseura  | 92,0 m | 83,0 m | 234,9  |
| –       | Ryōyū Kobayashi | Japonia             | 85,5 m | 94,0 m | 234,7  |
| 5.      | Antti Aalto     | Kiteen Urheilijat   | 90,5 m | 85,5 m | 232,4  |
| 6.      | Eetu Nousiainen | Puijon Hiihtoseura  | 88,0 m | 86,0 m | 229,9  |
| 7.      | Kalle Heikkinen | Kuusamon Erä-Veikot | 91,5 m | 86,5 m | 229,2  |
| 8.      | Ville Larinto   | Lahden Hiihtoseura  | 89,5 m | 84,0 m | 228,4  |

### Konkurs indywidualny juniorek [01.04.2017]
| Miejsce | Zawodniczka         | Klub                   | Skok 1 | Skok 2 | Punkty |
| ------- | ------------------- | ---------------------- | ------ | ------ | ------ |
| 1.      | Julia Tervahartiala | Lahden Hiihtoseura     | 48,5 m | 50,5 m | 222,8  |
| 2.      | Annamaija Oinas     | Taivalkosken Kuohu     | 43,0 m | 44,0 m | 187,7  |
| 3.      | Elli Seppänen       | Alahärmän Kisa         | 41,5 m | 43,5 m | 176,1  |
| 4.      | Pinja Koivisto      | Alahärmän Kisa         | 37,5 m | 38,0 m | 147,5  |
| 5.      | Vilma Meis          | Siilinjärven Ponnistus | 40,0 m | 33,5 m | 135,4  |
| 6.      | Jenna Malinen       | Taivalkosken Kuohu     | 35,0 m | 36,5 m | 133,3  |

### Konkurs indywidualny juniorów [01.04.2017]
| Miejsce | Zawodnik          | Klub                   | Skok 1 | Skok 2 | Punkty |
| ------- | ----------------- | ---------------------- | ------ | ------ | ------ |
| 1.      | Henri Kavilo      | Puijon Hiihtoseura     | 78,0 m | 80,0 m | 250,3  |
| 2.      | Kalle Heikkinen   | Kuusamon Erä-Veikot    | 75,5 m | 74,0 m | 232,9  |
| 3.      | Atte Kettunen     | Jyväskylän Hiihtoseura | 75,0 m | 74,5 m | 230,4  |
| 4.      | Otto Niittykoski  | Ylistaron Kilpa-Veljet | 72,5 m | 72,5 m | 221,6  |
| 5.      | Markus Virrantalo | Puijon Hiihtoseura     | 69,0 m | 75,5 m | 217,9  |
| 6.      | Mico Ahonen       | Lahden Hiihtoseura     | 70,5 m | 73,0 m | 217,0  |
| 7.      | Ryūsei Ikeda      | Vuokattisport Club     | 70,0 m | 73,5 m | 216,0  |
| 8.      | Arttu Pohjola     | Lahden Hiihtoseura     | 70,5 m | 73,0 m | 215,5  |
| 9.      | Jonne Veteläinen  | Kuusamon Erä-Veikot    | 70,0 m | 73,0 m | 214,8  |
| 10.     | Santeri Hynninen  | Puijon Hiihtoseura     | 71,0 m | 70,5 m | 208,2  |

### Konkurs indywidualny kobiet [01.04.2017]
| Miejsce | Zawodniczka         | Klub               | Skok 1 | Skok 2 | Punkty |
| ------- | ------------------- | ------------------ | ------ | ------ | ------ |
| 1.      | Susanna Forsström   | Lahden Hiihtoseura | 69,5 m | 73,5 m | 212,8  |
| 2.      | Julia Tervahartiala | Lahden Hiihtoseura | 64,5 m | 63,5 m | 171,3  |
| 3.      | Annamaija Oinas     | Taivalkosken Kuohu | 45,0 m | 44,0 m | 67,7   |

### Konkurs indywidualny mężczyzn [01.04.2017]
| Miejsce | Zawodnik         | Klub                    | Skok 1 | Skok 2 | Punkty |
| ------- | ---------------- | ----------------------- | ------ | ------ | ------ |
| 1.      | Eetu Nousiainen  | Puijon Hiihtoseura      | 82,0 m | 80,5 m | 268,6  |
| 2.      | Ville Larinto    | Lahden Hiihtoseura      | 81,0 m | 80,5 m | 262,7  |
| 3.      | Antti Aalto      | Kiteen Urheilijat       | 81,0 m | 78,0 m | 255,2  |
| 4.      | Juho Ojala       | Kuusamon Erä-Veikot     | 79,5 m | 75,5 m | 247,6  |
| 5.      | Andreas Alamommo | Ounasvaaran Hiihtoseura | 80,0 m | 72,5 m | 241,6  |
| 6.      | Lauri Asikainen  | Kuusamon Erä-Veikot     | 79,5 m | 74,0 m | 240,5  |
| 7.      | Jarkko Määttä    | Kainuun Hiihtoseura     | 79,0 m | 72,0 m | 236,5  |
| 8.      | Janne Korhonen   | Lieksan Hiihtoseura     | 77,0 m | 73,0 m | 232,1  |
| 9.      | Frans Tähkävuori | Lahden Hiihtoseura      | 71,0 m | 76,5 m | 223,6  |
| 10.     | Olli Muotka      | Lahden Hiihtoseura      | 73,5 m | 72,5 m | 221,5  |